# رد الصوت
رد الصوت (من سمعت ردة الصدى، وهو ما يرد عليك من صدى الجبل أي صوته) هو تردده داخل المكان، إلى واحد من المليون من شدته الأصلية، أو إلى ما يعادل 60 ديسبل. فمن المعروف علميا أن الصوت لا يضمحل ولا يتلاشى إلى درجة الصفر إن كنا لا نقدر على سماعه بعد حين.

## تعاريف
الصدى الهواء المتموج الحامل للصوت إذا صادم جبلا أو جسما أملس كجدار ونحوه، ورجع بسبب مصادمة الجسم له، وصرفه إلى خلف رجع ذلك الهواء القهقرى، فيحدث في الهواء المصادم الراجع صوت شبيه بالأول، وهو الصدى المسموع بعد الصوت الأول على تفاوت بحسب قرب المقام وبعده. ومثل الرجوع المذكور برجوع الكرة المرمية إلى الحائط. وقال الإمام الرازي لكل صوت صدى لكن قد لا يحس به إما لقرب المسافة بين الصوت وعاكسه فلا يسمع الصوت والصدى في زمانين متباينين، بحيث يتقوى الحس على إدراك تباينهما فيحس بهما على أنهما صوت واحد كما في الحمامات والقبات الملس الصقيلة جدا، وأما لأن العاكس لا يكون صلبا أملس فيكون الهواء الراجع كالكرة اللينة فإنه لا يكون نبوؤها عنه إلا مع ضعف فيكون رجوع الهواء عن ذلك العاكس ضعيفا. ولذلك كان صوت المغني في الصحراء أضعف منه في المسقفات. وإن شئت الزيادة فارجع إلى شرح المواقف في بحث المسموعات.
قال المتنبي ودع كل صوت غير صوتي فإنني أنا الصائح المحكي والآخر الصدى
 
ويقال عكس الصوت، من عكس إذ أرجع الصدى والصوت.
والتصدية كل صوت يجري مجرى الصدى في أنه لا غناء فيه، والتصدي أن يقابل الشيء مقابلة الصدى أي الصوت الراجع من الجبل.
والروكاء والروكة الصدى الذي يجيبك في الحمام والجبل.
  